# Litostratos
Litostratos w Jerozolimie (lithostrotos z greckiego λιθόστρωτος (kamienna posadzka), hebr. gabbatha) – starożytna posadzka z płyt kamiennych znajdująca się w podziemiach bazyliki Ecce Homo i w kaplicy Skazania w dzielnicy muzułmańskiej.

## Historia
W starożytnych miastach litostratos była rodzajem bruku. Jerozolimska Litostratos, czczona jako miejsce kultu, znajduje się w Starym Mieście przy Via Dolorosa (II stacja Drogi Krzyżowej), w podziemiach klasztoru Sióstr Syjońskich przy bazylice Ecce Homo. Na jednej z płyt jest wyryta plansza do gry w kości. Według lokalnej tradycji chrześcijańskiej bruk Litostratos pochodzi z wewnętrznego dziedzińca Twierdzy Antonia, który po zburzeniu Jerozolimy w 70 został użyty przez odbudowujących miasto do wyłożenia placu wokół łuku triumfalanego (obecnie Łuk Ecce Homo).
Archeolodzy i historycy nie uznający Twierdzy Antonia za miejsce rezydowania Poncjusza Piłata w czasie świąt paschalnych, odrzucają identyfikację Litostratos z miejscem skazania i biczowania Chrystusa. Za inny argument przyjmują również datację owej posadzki na II wiek, czyli na okres odbudowy Aelia Capitolina za czasów Hadriana. Płyty kamienne nie musiały pochodzić z dziedzińca pobliskiej twierdzy.
W podziemnej kaplicy Litostratos, na lewo od wejścia znajduje się marmurowa tablica z napisem: Chrystusowi Królowi w hołdzie Armia Polska na Wschodzie 1944.

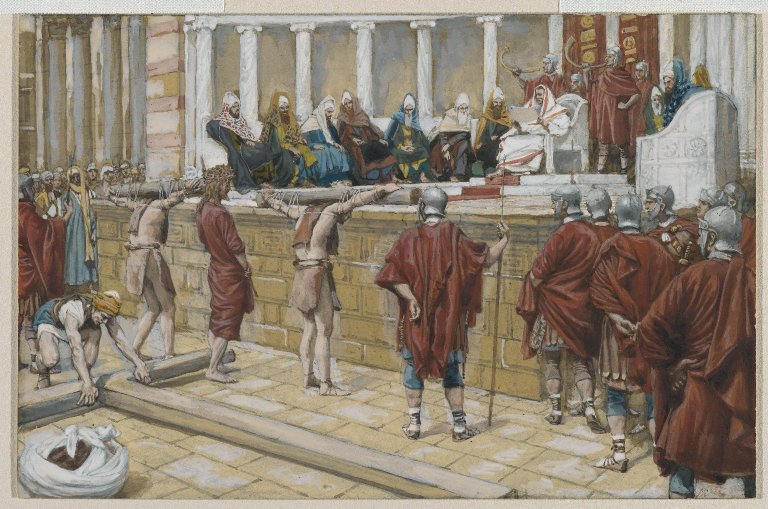
Sąd na Gabbacie, James Tissot
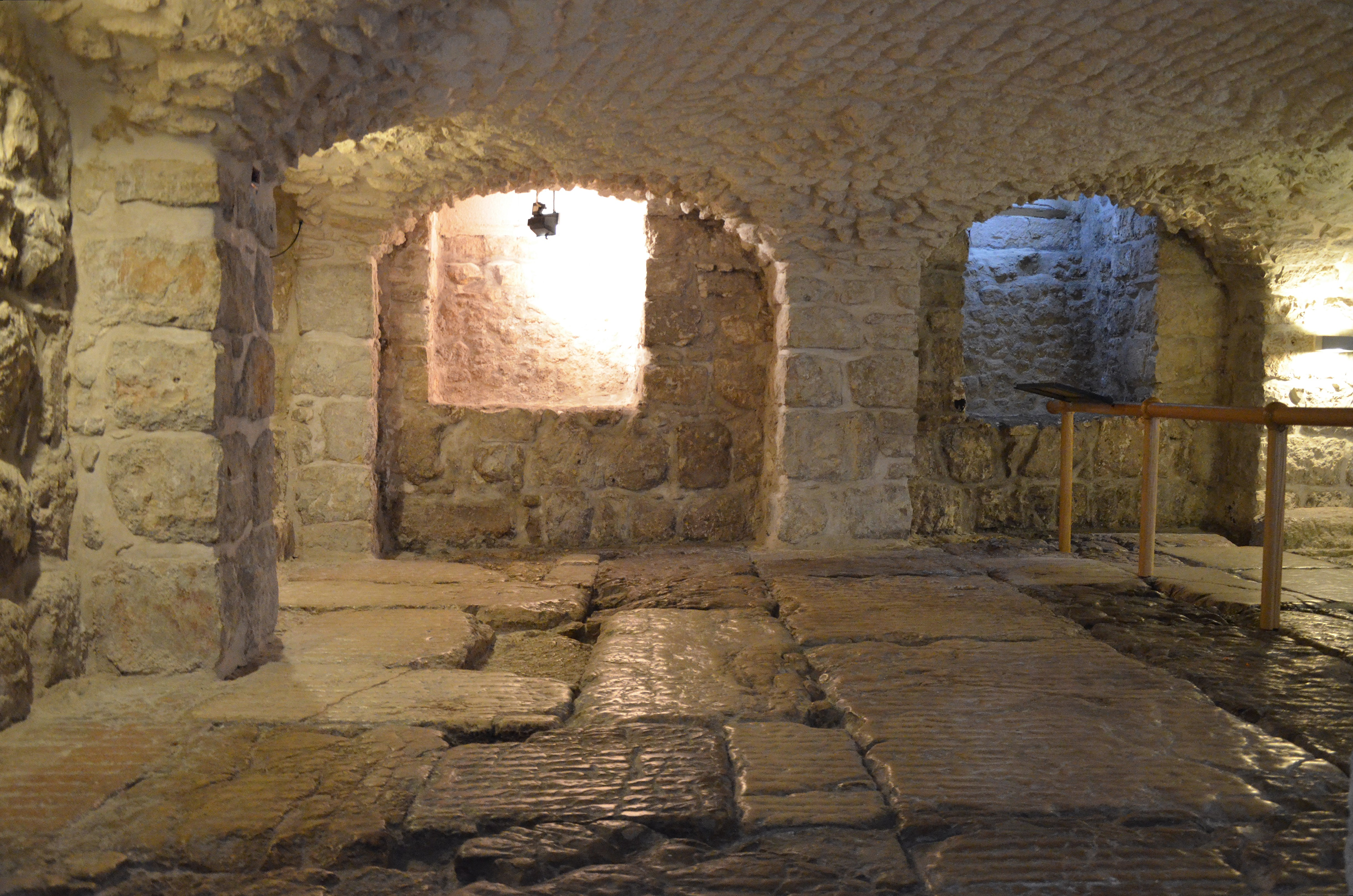
Litostratos w Jerozolimie
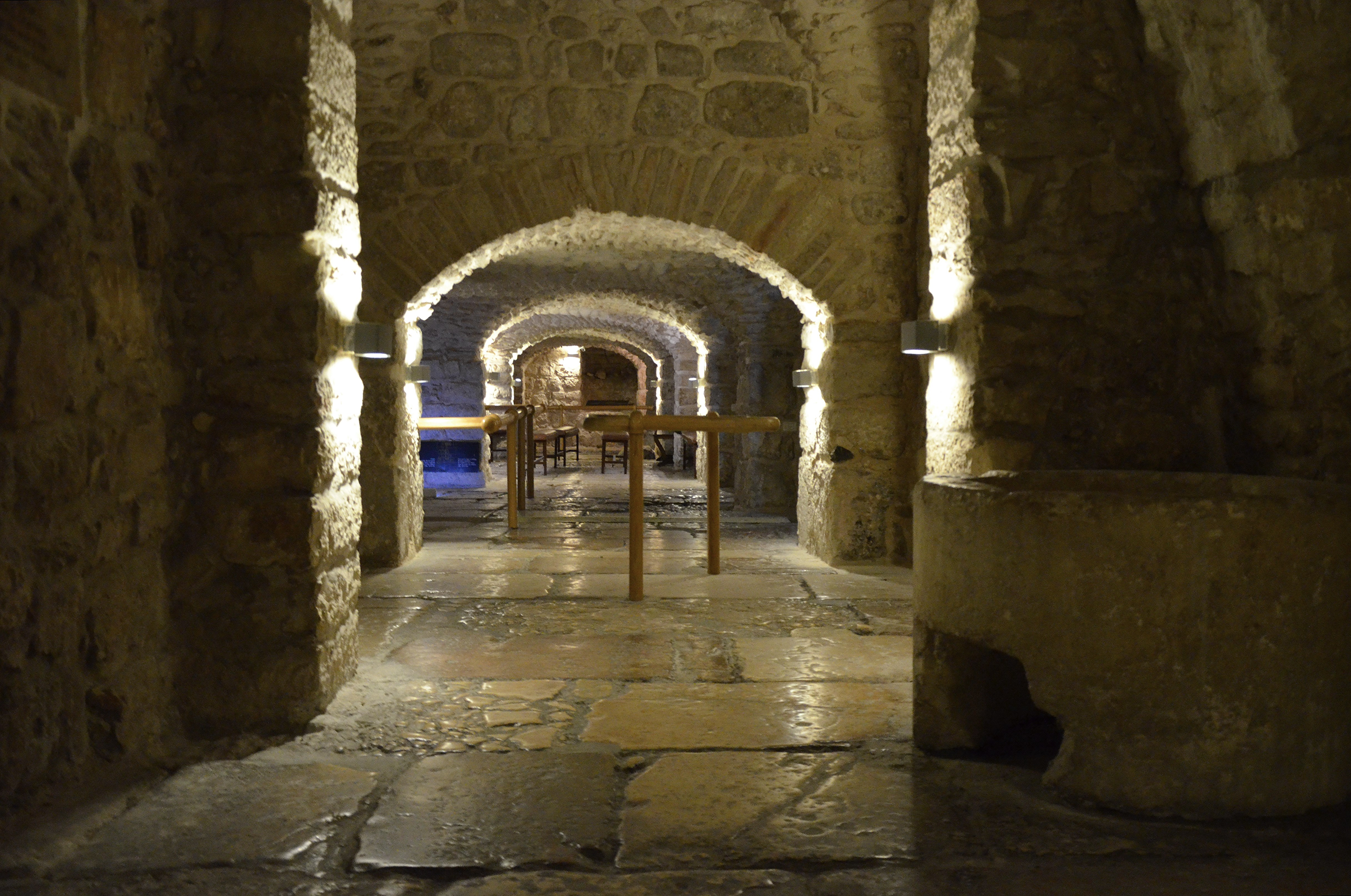
Litostratos w Jerozolimie
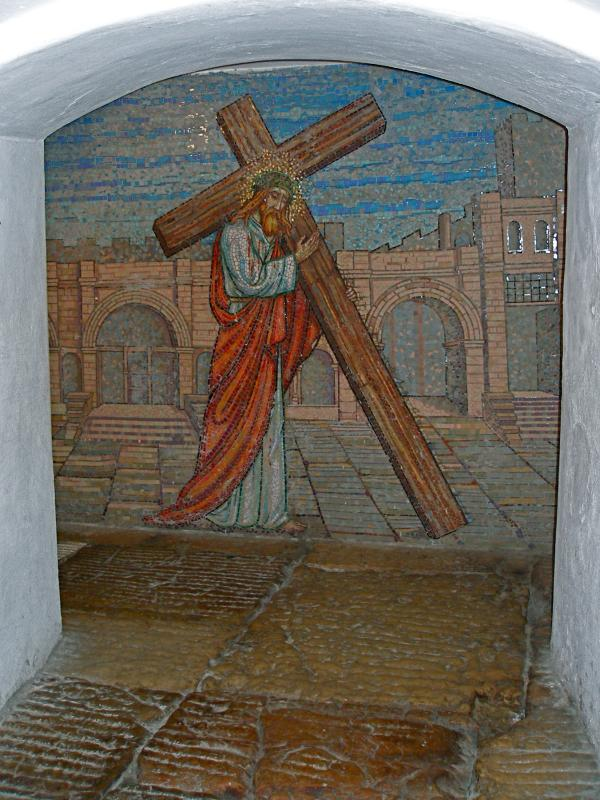
Litostratos w Jerozolimie